# Красногорлый дроздовый топаколо
Красногорлый дроздовый топаколо (лат. Scelorchilus rubecula) — вид воробьиных птиц семейства топаколовых (Rhinocryptidae). Выделяют два подвида. Распространён в Чили и Аргентине.

## Описание
Красногорлый дроздовый топаколо — небольшая птица длиной 18,5—19 см и массой 42,6—45,4 г (один самец весил 53,7 г). Верхняя часть тела тёмно-рыжевато-коричневая. Бровь и уздечка рыжеватые. Под глазом белое пятно. Крылья, надхвостье и хвост тёмно-коричневые. Горло и верхняя часть груди рыжеватые; остальная часть нижней части тела тёмно-серого цвета с белыми полосками. Бока и брюхо от рыжевато-коричневого до оливково-коричневого цвета. Радужная оболочка тёмно-коричневая, клюв чёрный с сероватым основанием, цевка от коричневого до чёрного цвета. Молодь не описана.

## Вокализация
Песня представляет собой громкий взрывной всплеск из 6—7 нот продолжительностью одна секунда; первая и последние ноты сбивчивые и низкие (0,9 кГц), остальные громче и более высокие (1, кГц). Паузы между всплесками продолжаются 4—12 секунд. Позывка включает одиночное «er» с частотой 1 кГц, повторяется каждые две секунды.

## Биология
Красногорлый дроздовый топаколо добывает пищу в одиночку или парами, обычно ходит, бегает и прыгает по земле под густым древесным покровом, но иногда на полуоткрытых участках. Питается разнообразными членистоногими и семенами. В состав рациона входят, например, губоногие (Chilopoda) и равноногие (Isopoda), а из семян чаще всего встречаются семена миртовых.
Сезон размножения приходится на сентябрь—октябрь в Чили и ноябрь в Аргентине. Гнездо представляет собой открытую чашечку из мягкой травы, корешков и конского волоса, размещённую в конце норы длиной от 0,3 до 3 м диаметром 10 см. Нора роется самими птицами в насыпи или под корнями упавшего дерева. В кладке 2—3 яйца размером 28,3х23 мм. Оба родителя ухаживают за птенцами.

## Подвиды и распространение
Выделяют два подвида:
- S. r. rubecula (Kittlitz, 1830) — юг Чили и запад Аргентины
- S. r. mochae Chapman, 1934 — остров Моча (Чили)